# 제1총군
제1총군(第1総軍 다이 이치 소우군[*])은 태평양 전쟁 말기에 일본 본토에 상륙하려는 연합군에게 대항하기 위해 설립된 일본 제국 육군의 총군이었다. 도쿄에 있었으며, 동방(東方 도호[*])으로도 불렸다.
1945년 4월 8일 창설되기 이전에는 방위총사령부였다. 1, 2총군으로 쪼개어져 스즈카 산맥을 기준으로 동부 방어를 도맡았다. 예하 조직에 편성된 전력은 민방위로서 방공전과 유격전에 맞춰져 있었는데, 대부분이 적당한 무장과 훈련을 받은 예비군과 징집된 학생들로 구성된 국민의용대였다.
일왕이 항복하자, 10월 "제1복원사령부"(第1復員司令部 다이 이치 후쿠인 지레이부[*])로 바뀌어 종전 복구 임무를 맡았으며, 11월 30일 해체되었다.

## 편성
- 제11방면군 (동북군관구)
- 제12방면군 (동부군관구)
- 제13방면군 (동해군관구)

## 같이 보기
- 제2총군
- 항공총군

## 참고 자료
- Brooks, Lester (1968). 《Behind Japan's Surrender: The Secret Struggle That Ended an Empire》. 뉴욕: McGraw-Hill Book Company.
- Drea, Edward J. (1998). 〈Japanese Preparations for the Defense of the Homeland & Intelligence Forecasting for the Invasion of Japan〉. 《In the Service of the Emperor: Essays on the Imperial Japanese Army》. 네브라스카 대학 출판부. ISBN 0-8032-1708-0.
- Frank, Richard B (1999). 《Downfall: The End of the Imperial Japanese Empire》. 뉴욕: 랜덤하우스. ISBN 0-679-41424-X.
- Jowett, Bernard (1999). 《The Japanese Army 1931-45 (Volume 2, 1942-45)》. 오스프리 출판사. ISBN 1-84176-354-3.
- Madej, Victor (1981). 《Japanese Armed Forces Order of Battle, 1937-1945》. Game Publishing Company. ASIN: B000L4CYWW.
- Marston, Daniel (2005). 《The Pacific War Companion: From Pearl Harbor to Hiroshima》. 오스프리 출판사. ISBN 1-84176-882-0.
- Skates, John Ray (1994). 《The Invasion of Japan: Alternative to the Bomb Downfall》. 뉴욕: 사우스캐롤라이나 대학 출판사. ISBN 0-87249-972-3.